# Tompsăn, Sofia
Tompsăn (în bulgară Томпсън) este un sat în comuna Svoghe, regiunea Sofia,  Bulgaria. 

## Demografie
Componența etnică a satului Tompsăn
     Bulgari (96,18%)
     Nicio identificare (3,81%)
     Altele (0%)
La recensământul din 2011, populația satului Tompsăn era de 944 locuitori. Din punct de vedere etnic, majoritatea locuitorilor (96,18%) erau bulgari. Pentru 3,81% din locuitori nu este cunoscută apartenența etnică.